# Chlorozada metaleucana
Chlorozada metaleucana är en fjärilsart som beskrevs av Embrik Strand 1917. Chlorozada metaleucana ingår i släktet Chlorozada och familjen trågspinnare. Inga underarter finns listade i Catalogue of Life.